# Capitule (corail)
Pour les articles homonymes, voir Capitule.

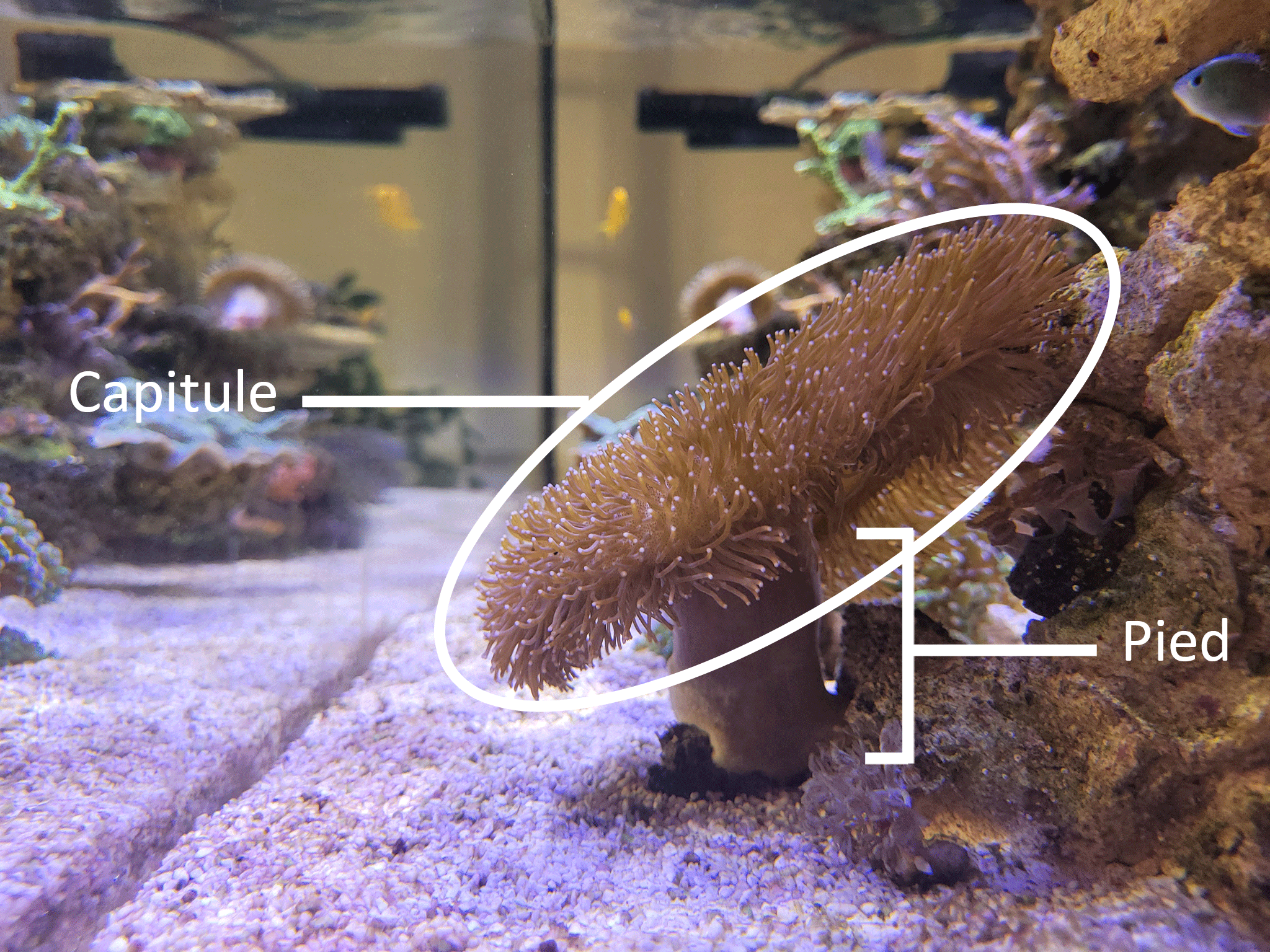
Photo d'une colonie de corail mou (sarcophyton sp.) avec détail des parties

Le capitule est le nom donné chez une colonie de coraux mous à une zone fertile se trouvant au-dessus du pied de la colonie et sur laquelle les polypes se multiplient.